# Marshall (Nueva York)
Marshall es un pueblo ubicado en el condado de Oneida en el estado estadounidense de Nueva York. En el año 2000 tenía una población de 2,127 habitantes y una densidad poblacional de 25 personas por km².

## Geografía
Marshall se encuentra ubicado en las coordenadas 43°57′50″N 75°23′36″O / 43.96389, -75.39333.

## Demografía
Según la Oficina del Censo en 2000 los ingresos medios por hogar en la localidad eran de $42,125 y los ingresos medios por familia eran $47,214. Los hombres tenían unos ingresos medios de $31,150 frente a los $24,196 para las mujeres. La renta per cápita para la localidad era de $19,133. Alrededor del 10.1% de la población estaban por debajo del umbral de pobreza.